# American Breeders Magazine
American Breeders Magazine (abreviado Amer. Breed. Mag.) fue una revista con ilustraciones y descripciones botánicas que fue editada en Washington D. C. desde 1910 hasta 1913, se publicaron 4 números y fue sustituida en 1914 por Journal of Heredity.